# 김도현 (사회운동가)
김도현(1962년 3월 15일 ~ )은 대한민국의 전직 사회 운동가 출신의 정치인이다. 민생당 상임고문 겸 당무위원 등을 지내고 있다.

## 경력
- 대통합민주신당 북구지역위원장
- 통합민주당 당무위원
- 민주평화당 울산 북구 지역위원회 위원장
- 한국방송통신대학교 경제학과 전국학회장모임 총무
- 2020년 민생당 울산 북구지역위원회 위원장